# دان كلارك (لاعب هوكي الجليد)
دان كلارك هو لاعب هوكي الجليد كندي، ولد في 3 نوفمبر 1957 في تورونتو في كندا.

## وصلات خارجية
- دان كلارك على موقع دوري الهوكي الوطني (الإنجليزية)
- دان كلارك على موقع قاعة مشاهير الهوكي (لاعب أن.إتش.أل) (الإنجليزية)
- دان كلارك على موقع EliteProspects.com (الإنجليزية)
- دان كلارك على موقع HockeyDB.com (الإنجليزية)
- دان كلارك على موقع Hockey-Reference.com (الإنجليزية)

لم يتم العثور على روابط لمواقع التواصل الاجتماعي.